# Цитовский, Ефим Григорьевич
Ефим Григорьевич Цитовский (1920—1994) — участник Великой Отечественной войны, командир батальона 216-го гвардейского стрелкового полка (79-й гвардейской Запорожской Краснознамённой орденов Суворова и Богдана Хмельницкого стрелковой дивизии, 28-го гвардейского стрелкового корпуса, 8-й гвардейской армии, 1-го Белорусского фронта), Герой Советского Союза, гвардии капитан.

## Биография
Родился в семье служащего. Еврей.
Окончил 10 классов. В РККА с 1938 года. Окончил полковую школу.
На фронтах Великой Отечественной войны с августа 1942. Член ВКП(б)/КПСС с 1942 года. 21—26 июля 1944 года участвовал в ликвидации люблинской группировки противника. 1 августа 1944 года батальон форсировал реку Висла, захватил и удерживал плацдарм в районе села Магнушев (Польша), обеспечивая переправу подразделений полка.

Немецкие наблюдатели замектили гвардейцев батальона капитана Е. Г. Цитовского, когда они вброд шли по отмели. Застрочили пулемёты. Столбы воды и ила, поднятые взрывами выросли на пути наших бойцов. Батальон перебежками приблизился к вражеским позициям. В это время Цитовский заметил вражеский пулемёт, стрелявший из-за небольшого, поросшего лозняком пригорка. Капитан увлёк за собой гвардейцев к пулемёту. Несколько бойцов подобрались к пригорку с фланга и уничтожили пулемёт. Гвардейцы ворвались в траншеи, выбили из них гитлеровцев и, ни минуты не задерживаясь, двинулись дальше.

Горячий бой завязался за деревню Малый Магнуш. Когда батальон ворвался на её окраину, гитлеровцы предприняли контратаку. Гвардейцы залегли и приготовились к отпору. Комсомолец Горюнов выдвинулся с пулемётом вперёд. Когда гитлеровцы приблизились, Горюнов хлестнул по ним длинной очередью с фланга. Потом поднялся весь батальон и дружным ударом отбросил врага.

В следующую контратаку гитлеровцы применили танки. Но Цитовский своевременно расставил бронебойщиков. Как только вражеские танки подошли к нашим позициям, ударили противотанковые ружья. Метким огнём бронебойщики подожгли два танка. Остальные повернули вспять.

Восемнадцать бойцов и офицеров батальона, отличившиеся в этом бою, были награждены орденом Красного Знамени, а гвардии капитан Ефим Григорьевич Цитовский — по представлению командования армии получил звание Героя Советского Союза.
— Дважды Герой Советского Союза  Маршал Советского Союза   Чуйков В.И.  Конец третьего рейха   -  М.: Издательство "Советская Россия", 1973. С.60.
Звание было присвоено Указом Президиума Верховного Совета СССР от 24 марта 1945 года.
С 1946 года полковник Е. Г. Цитовский — в запасе. Работал директором заготовительной фабрики Львовского треста столовых. В 1963 окончил Институт советской торговли. Жил и похоронен во Львове.

## Награды и звания
- Звание Герой Советского Союза (Указ Президиума Верховного Совета СССР от 24 марта 1945 года):
  - орден Ленина ,
  - медаль «Золотая Звезда» № 5168;
- орден Красного Знамени (27 февраля 1945 года);
- орден Александра Невского (приказ Военного совета 8-й гвардейской армии № 319/н от 3 сентября 1944 года);
- орден Отечественной войны I степени (Указ Президиума Верховного Совета СССР от 11 марта 1985 года);
- орден Красной Звезды (приказ командира 353-й стрелковой дивизии № 7/н от 29 апреля 1943 года);
- орден Красной Звезды (приказ Военного совета 46-й армии № 60/н от 2 декабря 1943 года);
- медали СССР.
- За активную работу по воспитанию подрастающего поколения награждён почётным знаком ЦК ВЛКСМ и ВЦСПС «Наставник молодёжи».